# 목라근자
목라근자(木羅斤資, ?~?)는 백제(百濟) 초기의 귀족(貴族)이자 관인(官人) 무신(武臣)이다.

## 출자
일본측 자료인 《일본서기(日本書紀)》에만 등장하고 한국의 자료에서는 보이지 않는 인물이며, 근초고왕의 명으로 왜군과 함께 침미다례를 공격하는 임무를 맡아 수행하였다. 목(木)씨(목라木羅씨)에 대해 이도학은 과거 마한 연맹체의 맹주였던 목지국(目支國)의 신지(臣智) 즉 진왕(辰王) 가문으로 고이왕대에 백제 남부(南部) 핵심 세력으로 편입된 집안이었으며,  훗날 전라남도에 남동부의 세력을 평정하는데 임무를 목씨 집안의 목라근자가 맡는 기틀이 되었을 것으로 주장하였다.
일본 학계에서는 목라근자를 백제의 장군으로 보면서도 왜국이 백제에 파견한 왜인인지 아니면 임나인 계통인지 불분명한 점이 있음을 들어 목라근자가 백제인이라는 직접적인 언급을 회피하거나, 목라근자의 아들 목만치가 아버지 목라근자의 공으로 임나의 일을 도맡았다는 《일본서기》오진키(應神紀) 25년조의 분주(分註)의 내용을 들어 임나 지역의 일을 맡아본 목라근자는 당연히 왜의 장군일 것이고 백제의 장군이라고 표기한 진구키(神功紀)의 주석은 잘못되었다는 주장도 나오고 있지만 백제인인 목라근자가 백제인으로서 '임나'의 일을 보면서 백제와 왜를 오갔다고 볼 수도 있기에 굳이 진구키의 주가 잘못되었으며 목라근자는 왜의 장군, 이라 보아야 할 결정적 근거가 없고 더욱이 천황의 권위를 높이고자 하는 의도가 뚜렷한 《일본서기》에서 굳이 임나 공격이라는 중요한 공을 세운 왜인을 백제인이라 잘못 기록했다고 보기는 어렵다.

## 개요
4세기 백제가 성장함에 따라 고구려와 군사적으로 대치하게 되었다. 백제의 근초고왕(近肖古王)은 고구려와의 전쟁을 앞두고 남쪽의 후방을 안정시키고자 구저(久氐) 등의 사신을 남쪽으로 파견했는데, 이들은 《일본서기》에 따르면 탁순국(卓淳國)의 왕을 통해 왜국에 수교할 뜻을 밝혔고, 진구 황후 49년(369년) 봄 3월, 왜의 아라다노와케(荒田別)와 가가노와케(鹿我別) 두 사람이 왜병을 거느리고 백제의 사신 구저 등을 따라 탁순에 이르렀을 때, 백제측 군사를 지휘하고 나온 것이 목라근자와 사사노궤(沙沙奴跪) 두 사람이었다. 《일본서기》는 이 두 사람에 대해 가바네(姓)가 무엇인지는 알 수 없고 다만 목라근자는 백제의 장군이라고 설명한다.
일본서기에 의하면 목라근자 등이 거느린 백제군은 왜병과 함께 비자벌(比自㶱)·남가라(南加羅)·탁국(啄國)·안라(安羅)·다라(多羅)·탁순·가라(加羅)의 일곱 나라를 평정하고 다시 서쪽으로 돌아 고해진(古奚津)에 이르러 "남만" 침미다례(忱彌多禮)를 도륙하였다. 이때 침미다례가 백제를 기준으로 한 '남만'으로 서술되는 점을 근거로 이 기사의 원전이 일본서기에 인용된 백제삼서와 마찬가지로 백제계 기록이라고본다.
이후 곧 백제의 근초고왕과 태자 귀수(貴須)가 군을 거느리고 와서 합류하고, 비리(比利)·벽중(辟中)·포미지(布彌支)·반고(半古)의 4읍도 항복해 왔다. 이때 백제왕 부자와 아라다노와케, 목라근자 등은 의류촌(意流村)에서 서로 만났으며, 왜의 지쿠마노 나가히코(千熊長彦)가 근초고왕과 함께 벽지산(辟支山)과 고사산(古沙山)에서 동맹 서약을 맺고 백제의 수도까지 방문한 다음 구저 등과 함께 왜로 돌아갔다고 한다.
한편, 이러한 백제의 간접 지배 형태의 영향력 증대 과정에서 갈등이 없었던 것은 아니다. 이는 《일본서기》 신공 62년(382년) 기사에서 알 수 있다. 이 기사에는 천황의 명을 받아 신라를 토벌하러 갔던 사치히코가 신라를 토벌하는 대신 신라의 유혹에 빠져 가라를 토벌하여, 그 국왕 일가가 모두 백제로 망명하는 사태가 발생했고, 이 일을 가라국왕의 여동생이 호소하여 그 호소를 받아들임으로써 목라근자가 가서 가라국을 다시 일으키고, 사치히코는 결국 석굴 안에 들어가 죽었다는 이야기가 실려있다. 지금은 전해지지 않는 백제의 역사서인 《백제기》에 기반을 둔 기사로, 피해를 입은 이른바 "가라국왕"이 백제로 몸을 피했고, 사건의 해결자가 백제의 장수 목라근자였다는 점은 이 사건이 결국 백제가 주체가 되어 일어난 사건임을 보여준다.

## 사료
49년 봄 3월에 황전별(荒田別; 아라타와케), 녹아별(鹿我別; 카가와케)을 장군으로 임명하였다. 그리하여 구저 등과 함께 군사를 정돈하여 바다를 건너가 탁순국에 이르러 신라를 공격하고자 하였다. 그때 누군가가 “군사의 수가 적어서 신라를 깨뜨릴 수 없습니다. 그러니 다시 사백개로(沙白蓋盧)를 보내 군사를 증원해달라고 요청하십시오.”라고 말하였다.
곧 목라근자(木羅斤資), 사사노궤(沙沙奴跪)[이 두 사람의 성(姓)은 알 수 없으나 목라근자는 백제의 장군이다.]에게 명령하여 정병을 이끌고 사백개로와 함께 가도록 하였다.
그 후 모두 탁순에 집결하여 신라를 공격하여 깨뜨리고 비자발(比自㶱), 남가라(南加羅), 탁국(㖨國), 안라(安羅), 다라(多羅), 탁순(卓淳), 가라(加羅) 7국을 평정하였다. 그리고 군사를 옮겨 서쪽으로 돌아서 고해진(古奚津)에 이르러 남만(南蠻) 침미다례(忱彌多禮)를 무찌르고 백제에게 주었다.
이에 백제왕 초고(肖古)와 왕자 귀수(貴須) 또한 군대를 이끌고 와서 만났다. 그때 비리(比利), 벽중(辟中), 포미지(布彌支), 반고(半古) 4읍(四邑)이 스스로 항복하였다. 이에 백제왕 부자와 황전별, 목라근자 등은 함께 의류촌(意流村)에 모였다[지금은 주류수기(州流須祇)라고 한다.]. 서로 보며 기뻐하며 예를 두텁게 하여 보냈다.
다만 천웅장언과 백제왕은 백제국에 가서 벽지산(辟支山)에 올라 맹약하였다. 그리고 다시 고사산(古沙山)에 올라서 함께 반석(磐石) 위에 앉았다. 그때 백제왕이 “만일 풀을 깔아서 자리를 만들면 불에 탈까 두렵고, 또한 나무로 자리를 만들면 물에 떠내려 갈 것 같아 두렵다. 따라서 반석에 앉아서 맹약하는 것은 영원히 변하지 않을 것임을 보여주는 것이다. 이로써 지금부터는 천추만세에 끊임없이 항상 서번(西蕃)이라 칭하며 해마다 조공하겠다.”라고 맹세하였다. 그리고는 천웅장언을 데리고 백제의 도읍에 이르러 더욱 두터이 예우하고 구저 등을 딸려서 보냈다.

- 《일본서기》 진구 황후 섭정 49년 3월

## 가계
- 무신 : 목라근자(木羅斤資, 생몰년 미상)
  - 아들 : 목만치(木滿致, 403~475)

## 목라근자가 등장한 작품
- 《근초고왕》 (2010년~2011년, KBS, 배우:한정수)

## 참고 문헌
- 천관우, 『가야사연구』1991년, 일조각
- 이희진, 『가야정치사연구』1998년, 학연문화사
- 노중국, 『백제사회사상사』2010년, 지식산업사
- 김현구, 『임나일본부설은 허구인가』2010년, (주)창비